# Disseminerad intravasal koagulation
Disseminerad intravasal koagulation (DIC) är en patologisk process där blodet börjar koagulera i kroppens blodkärl. När kroppen utsätts för skada exponeras vävnadsfaktor som stimulerar blodets koagulering. Vid omfattande kroppskador eller svåra infektioner kan så mycket vävnadsfaktor exponeras att man får en generell aktivering av koagulationssystemet. Det bildas då små blodproppar som påverkar blodcirkulationen i olika vävnader (mikroembolisering), vilket leder till skador på olika organ. Alla organ kan drabbas, men njurar, lungor och centrala nervsystemet är särskilt känsliga. Bildandet av blodproppar leder till en förbrukning av koagulationsfaktorer och trombocyter (blodplättar), vilket leder till en generell blödningsbenägenhet. Tillståndet är svårbehandlat och dödligheten hög.